# Homer (Nueva York)
Homer es un pueblo ubicado en el condado de Cortland en el estado estadounidense de Nueva York. En el año 2000 tenía una población de 6.363 habitantes y una densidad poblacional de 48.8 personas por km².

## Geografía
Homer se encuentra ubicado en las coordenadas 42°38′13″N 76°10′43″O / 42.63694, -76.17861.

## Demografía
Según la Oficina del Censo en 2000 los ingresos medios por hogar en la localidad eran de $41,321, y los ingresos medios por familia eran $51,968. Los hombres tenían unos ingresos medios de $34,873 frente a los $23,656 para las mujeres. La renta per cápita para la localidad era de $20,145. Alrededor del 9.4% de la población estaban por debajo del umbral de pobreza.